# Analyste d'affaires
Pour les articles homonymes, voir Analyste.
 (juillet 2015).
Si vous disposez d'ouvrages ou d'articles de référence ou si vous connaissez des sites web de qualité traitant du thème abordé ici, merci de compléter l'article en donnant les références utiles à sa vérifiabilité et en les liant à la section « Notes et références ».

## Définition
Selon l'IIBA, l'institution la plus influente dans ce domaine, l'analyse d'affaire est "la pratique qui consiste à faciliter le changement dans une entreprise en définissant les besoins et en recommandant des solutions qui apportent de la valeur aux parties prenantes. L'analyse d'affaire permet à une entreprise d'articuler les besoins et la justification du changement, et de concevoir et de décrire des solutions qui peuvent apporter de la valeur"
Selon Dr. Debra Paul et James Cadle, l'analyse d'affaire "vise à garantir que tout changement d'entreprise s'aligne sur les besoins de l'organisation et soit holistique, en prenant en compte tous les aspects pertinents. Il s'agit d'une discipline importante qui [...] offre une gamme de services d'amélioration de l'entreprise."
L'analyste d'affaire est chargé d'évaluer les besoins d'une organisation ou d'une unité d'affaires et de documenter ses processus et systèmes et d'analyser son modèle d'affaires. Il agit généralement comme un agent de liaison entre les différentes parties prenantes de l'organisation.

## Historique
Dans les années 1990, les entreprises ont été confrontées à bon nombre de retards, de surcoûts et de manques de pertinence dans leurs projets TI. Bien souvent, ces difficultés étaient dues à une mauvaise définition des exigences d’affaires, entraînant une déconnexion entre ce que construisaient les développeurs et ce dont l’entreprise avait besoin. Le syndrome « commençons à coder, on verra ce que ça donne » a fait bien des victimes.
En 2003, l'International Institute of Business Analysis (IIBA) est créé à Toronto. L'objectif principal de cet organisme à but non lucratif est de définir les lignes directrices de la profession d'analyste d'affaires. Pour ce faire, l’IIBA définit l’ensemble des connaissances et techniques nécessaires à l’activité d'analyse d'affaires. Il offre deux certifications (CBAP et CCBA) et regroupe plus de 28 000 membres.
En 2005, l’IIBA publie la première version de son guide A Guide to the Business Analysis Body of Knowledge, autrement connu sous le nom de BABOK. La première version est une ébauche du corpus de connaissance, qui sera vite remplacée par la V1.6, puis en 2009 par l’édition du guide BABOK V2.0, présente les domaines de compétences et les 34 techniques nécessaires à l’activité de business analysis.
En 2012, le guide BABOK V2.0 est édité en français.

## Débuts de la profession
Les entreprises ont ainsi pris conscience de la nécessité de séparer la discipline d’analyse d’affaires du développement et de la gestion de projets. Pour transformer les besoins d’affaires en solutions innovantes créatrices de valeur, les chargés de projets et les spécialistes ne suffisaient plus. Il fallait un pont plus solide entre les affaires et la communauté technique : l’analyste d’affaires.
L’externalisation a joué également en faveur de la croissance de cette profession. Alors que les entreprises découvraient qu’il était relativement facile d’externaliser leurs compétences techniques, elles prenaient aussi conscience que la définition des exigences d’affaires était une étape essentielle pour le bon déroulement de l’externalisation. Or cette compétence est difficile à déléguer car elle touche au cœur de l’activité de l’entreprise. Les grandes organisations ont ainsi commencé à se doter d’analystes d’affaires en interne.

## Rôle de l'analyste d'affaires
Les analystes d'affaires sont chargés d'analyser les besoins de leurs clients d'affaires. Ils occupent généralement une fonction de liaison entre le côté affaires de l'entreprise et les prestataires de services internes et externes. Le rôle de l'analyste d'affaires (traduction de l'anglais Business Analyst) est spécifiquement d'étudier, d'analyser le domaine d'affaires, avant de proposer une solution ou des recommandations, qui ne seront pas nécessairement technologiques. Pour ce faire, l'analyste d'affaires a recours à plusieurs techniques telles que la modélisation de processus, les entrevues avec les utilisateurs, l'observation sur les lieux de travail, etc. 
La solution proposée est souvent une optimisation du processus d'affaires existant afin d'éliminer ou de réduire les activités sans valeur ajoutée, ce qui peut engendrer une augmentation de la performance ou une réduction des coûts associés.
L'analyste d'affaires intervient avant même le début d'un projet, à la phase de planification, en documentant les processus d'affaires actuels du client, en identifiant les possibilités d'amélioration et en préparant les requis du projet. Il identifiera aussi les parties prenantes, les commanditaires du projet, les coûts estimés et comment le projet s'inscrit dans les objectifs stratégiques de l'organisation. Ces informations seront utilisées afin d'aider à bâtir le dossier de justification du projet.
Il peut également intervenir ou diriger ou effectuer l'analyse des besoins des utilisateurs, à cerner des contraintes d'affaires et à décrire le contexte d'affaires du projet, pour que l'équipe de développement comprenne les concepts du domaine et ces besoins des utilisateurs.
Son travail peut s'arrêter à l'analyste fonctionnel. Cependant, son rôle s’étend dans son analyse à l'Organisation, l'Économie, la Technique et aux capacités RH. Il est cependant très important de distinguer les besoins du client de la solution : la solution peut être changée par l'équipe technique, le besoin est de la responsabilité du client.
Son rôle peut s'étendre au suivi et à la mise en place de la stratégie développée, à l'identique d'une gestion de projet.

## Formation
Les analystes d'affaires ont généralement une formation en gestion ou en informatique. Certaines universités offrent des programmes en gestion des technologies de l'information ou en gestion de systèmes qui mènent à des professions comme l'analyse d'affaires. 

### Certifications Professionnelles
L'analyse d'affaire est une discipline intrinsèquement liée aux évolutions technologiques mais également à celle des structures organisationnelles dans les entreprises. Cependant, il est rare de trouver un cursus supérieur uniquement orienté dans ce domaine pourtant vaste. Ainsi, différentes institutions actives dans ce domaine d'activité ont commencé à créer des certifications professionnelles, aujourd'hui gage de qualité pour les professionnels et les employeurs. 
Voici une liste non exhaustive de ces dernières par institution
| Institution                                                    | Certifications |
| -------------------------------------------------------------- | -------------- |
| International Institute of Business Analysis (IIBA)            | ECBA CCBA CBAP |
| International Qualification Board of Business Analysis (IQBBA) | CFLBA CALBA    |
| International Requirements Engineering Board (IREB)            | CPRE           |
| Project Management Institute (PMI)                             | PMI-PBA        |